# Stara baśń: Kiedy słońce było bogiem
Stara baśń: Kiedy słońce było bogiem is een Poolse fantasyfilm uit 2003. De film is ook bekend onder de alternatieve titel An Ancient Tale: When the Sun Was a God.

## Verhaallijn
Aan het begin van de 9e eeuw laat de Poolse koning Popiel alle koppen rollen van diegenen die hem niet aanstaan. Door zijn vrouw, een ex-slavin die alles in het werk stelt om iedereen om te leggen die haar troonopvolgers en slavinnen-bastaards in twijfel trekken, zijn dat er nog al veel. De overlevenden van deze zuiveringen verzamelen zich in het geheim om, onder leiding van de voormalige koninklijke commandant, ten strijde te trekken tegen dit wrede koningshuis.

## Rolverdeling
| Acteur                | Personage |
| --------------------- | --------- |
| Michał Żebrowski      | Ziemowit  |
| Katarzyna Bujakiewicz | Mila      |
| Daniel Olbrychski     | Piastun   |
| Bohdan Stupka         | Popiel    |
| Anna Dymna            | Jaga      |
| Ewa Wiśniewska        | Jaruha    |
| Jerzy Trela           | Wizun     |
| Ryszard Filipski      | Wisz      |
| Marina Aleksandrova   | Dziwa     |
| Maria Niklińska       | Żywia     |
| Małgorzata Foremniak  | Księżna   |
| Krystyna Feldman      | Heks      |
| Andrzej Pieczyński    | Znosek    |
| Wiktor Zborowski      | Tolk      |
| Michał Sieczkowski    | Leszek    |
| Marcin Mroczek        | Zdobek    |
| Michał Chorosiński    | Bratanek  |
| Karolina Gruszka      | Dziwy     |
| Andrzej Grąziewicz    | Zabój     |
| Jerzy Braszka         |           |
| Zdzisław Szymborski   |           |
| Jerzy Dukay           | Szpak     |